# Szőr Péter
Szőr Péter (Balatonfüred, 1970. július 17. – 2013. november 13.) informatikus, számítógépes biztonsági szakértő, víruskutató.
Ha egy problémára van egy jó algoritmus, az a helyes válasz.

## Élete
Balatonfüreden született, a Veszprémi Egyetemen tanult informatikát. Pasteur nevű víruskeresője ismertté tette a nevét. Többek között ezt használta egy időben még az OTP is.
1996-ban Finnországba ment dolgozni az F-Secure elődjéhez, ahol víruskereső szoftverek fejlesztésével foglalkozott, és bekerült a számítógépes vírusok kutatásával foglalkozó CARO (Computer AntiVirus Researcher's Organization) szervezethez is, ahol a szakma olyan nagyjaival dolgozhatott együtt, mint John McAfee, Mikko Hyppönen vagy Kaspersky.
1999 óta – tíz éven át – a Symantec vezető mérnöke volt. 38 szabadalom fűződik a nevéhez. 2009-től haláláig a McAfee cégnél dolgozott egy új vírusvédelmi megoldáson.

## A vírusvédelem művészete
2005-ben jelent meg alapvető műve: The Art of Computer Virus Research and Defense – Symantec Press kiadó.
A könyvet lefordították többek között cseh, kínai és lengyel nyelvre is, majd magyarul is megjelent (A vírusvédelem művészete – Szak Kiadó, 2010. ISBN 9789639863163).
A felhasználó hibáztatása helyett jobb védelmeken kell dolgozni, és persze megtanítani a felhasználót arra, hogy jobban védekezzen, és tudja, mire számítson a neten.

## Szőr Péter-díj
A 2013-ban tragikus hirtelenséggel elhunyt Szőr Péter víruskutató emlékére a Virus Bulletin szervezet díjat alapított . Ezt első alkalommal 2014-ben, a 24. Virus Bulletin Nemzetközi Konferencián (Seattle, USA) adták át. Az első Szőr Péter díjat (Péter Szőr Award) 2014-ben az ESET kanadai kutatócsoportja vehette át az Operation Windigo elnevezésű világméretű támadássorozatról írt alapos elemzésükért.